# Bisbat de Cefalù

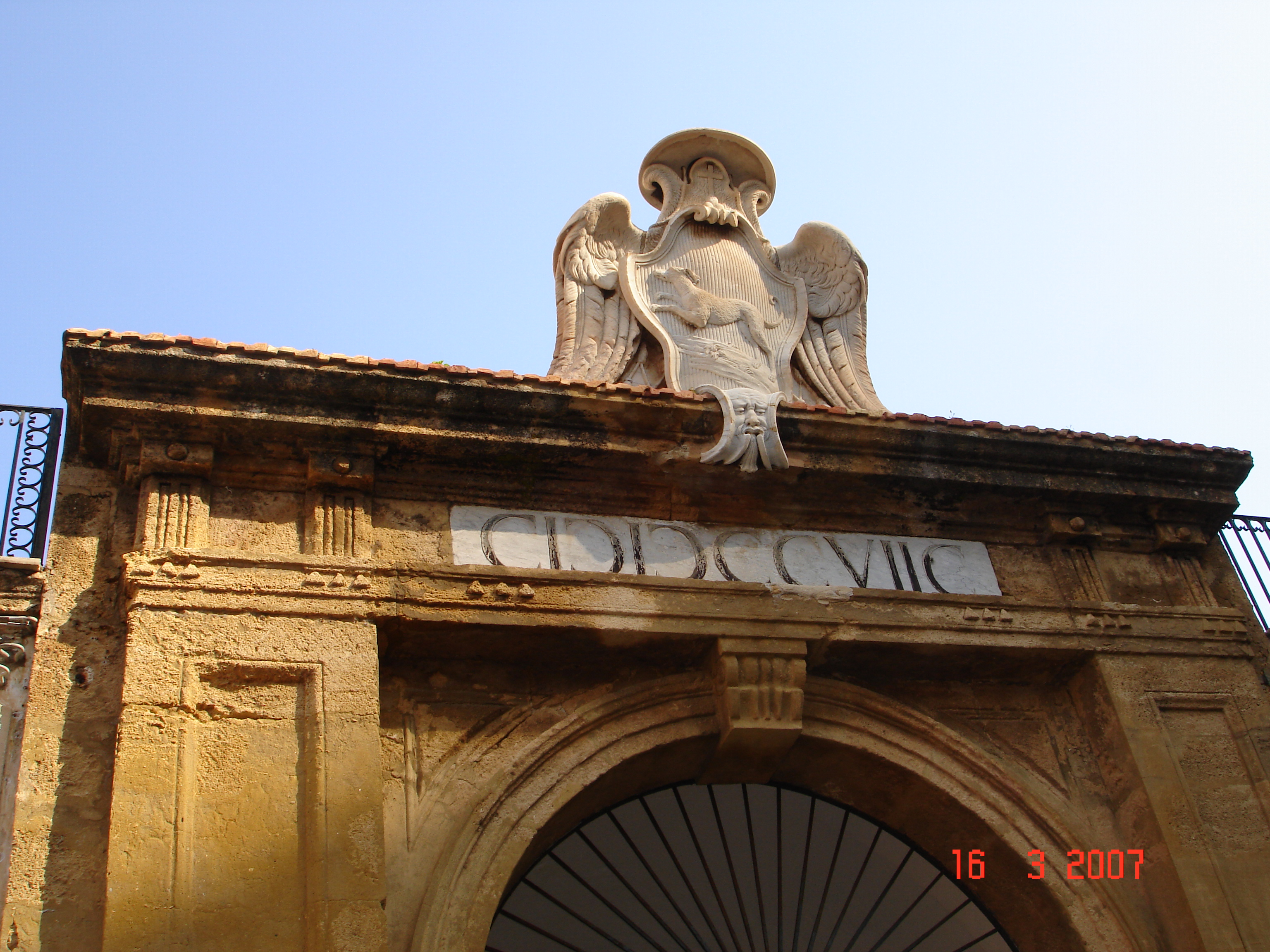
Porta del palau episcopal

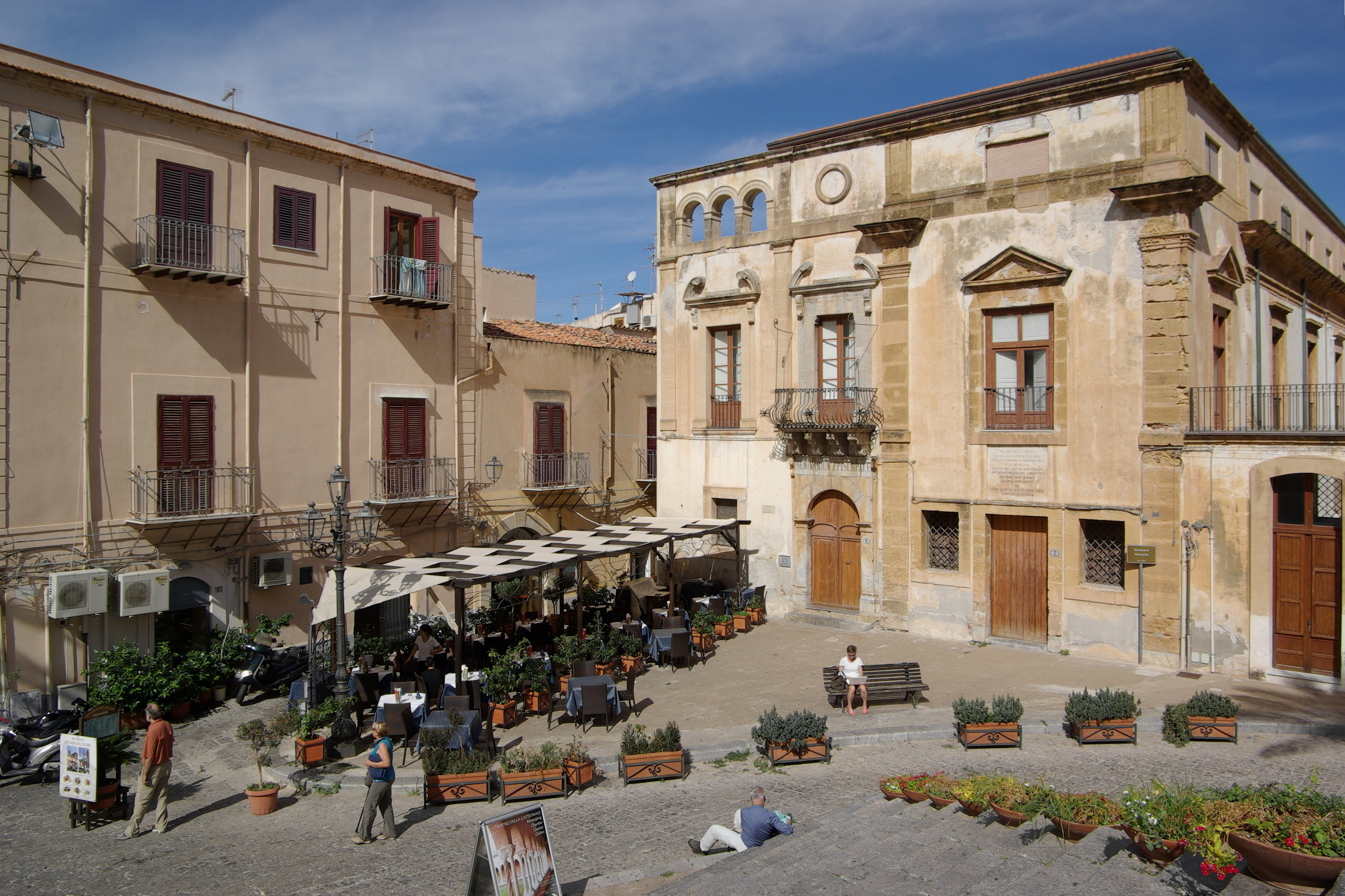
Entrada del seminari episcopal

El bisbat de Cefalù (italià: Diocesi di Cefalù; llatí: Dioecesis Cephaludensis) és una seu de l'Església catòlica, sufragània de l'arquebisbat de Palerm, que pertany a la regió eclesiàstica Sicília. El 2010 tenia 111.500 batejats d'un total de 114.500 habitants. Actualment està regida pel bisbe Giuseppe Marciante.
La patrona de la diòcesi és Maria Santissima di Gibilmanna, venerada al Santuari de Gibilmanna.

## Territori
La diòcesi comprèn la ciutat de Cefalù i els municipis d'Alia, Alimena, Aliminusa, Blufi, Bompietro, Caltavuturo, Campofelice di Roccella, Castelbuono, Castellana Sicula, Collesano, Gangi, Geraci Siculo, Gratteri, Isnello, Lascari, Montemaggiore Belsito, Petralia Soprana, Petralia Sottana, Polizzi Generosa, Pollina, San Mauro Castelverde, Sclafani Bagni, Scillato i Valledolmo.
La seu episcopal és la ciutat de Cefalù, on es troba la catedral de la Trasfigurazione di Gesù.
El territori està dividit en 53 parròquies.

## Història
Cefafù era un bisbat en el primer mil·lenni, però la data de la seva erecció és incerta. En una llista dels episcopats sicilians de l'any 680 apareix el bisbe Cefafù, juntament amb els de Termes, Tindari, Malta i Lipari. El març del 866 apareix a la Diatiposi (llista romana d'Orient de diòcesis) com a sufragània de l'arquebisbat de Siracusa. Només es coneix un bisbe, Niceto, present al Concili de Constantinoble del 869-870. Durant la dominació àrab la diòcesi de Cefafù va ser suprimida, igual que totes les estructures eclesiàstiques de l'illa.
La diòcesi va ser restaurada el 4 de setembre de 1131 per l'antipapa Anaclet II a petició de Roger II de Sicília. Originalment era sufragània de l'arxidiòcesi de Messina. L'any abans Roger havia triat com a bisbe a Iocelmo, però no va rebre l'aprovació de la Santa Seu i mai va ser consagrat, així com els seus successors immediats.
Originalment, el bisbe era el prior del capítol, que seguia la regla monàstica. El capítol s'havia erigit el juny del mateix 1131, com a filial del monestir dels canonges agustins del monestir calabrès de Santa Maria de Bagnara.
La diòcesi tenia un vast poder temporal gràcies a les bases feudals de Roger II de 1145 disposava d'un considerable territori. Durant alguns segles des de la creació de la diòcesi també van conviure a la litúrgia de la catedral els ritus llatí i bizantí. Pel que fa al ritu llatí, se sap que s'adoptà el Librus Cantus Chori del monestir benedictí de St. Gallo, ja aprovat pel monestir de Bagnara.
El dret de nomenar bisbes, sota el règim sicilià de la legació apostòlica de Sicília, li corresponia al sobirà, amb la confirmació de la Santa Seu: l'exercici d'aquest dret en el temps va ocasionar alguns conflictes, de manera que alguns bisbes elegits no van ser confirmats. En realitat, els candidats eren ser elegits pel capítol i després nomenats pel rei.
Bosone de Gorram va ser el primer bisbe legítim, aprovat per la Santa Seu en 1157, que va acabar el cisma d'Anaclet II. El 9 d'abril de 1171 l'erecció de la diòcesi va ser confirmada amb la butlla Quoniam sicut rerum del Papa Alexandre III.
A principis del segle xiii va sorgir la primera obra de caritat de la diòcesi: un hospici per als pobres.
El 1546 es va obrir una casa de repòs per als malalts, gestada per l'arxiconfraternitat de la Santíssima Annunciació.
Després del Concili de Trento les tradicions litúrgiques pròpies de la diòcesi van haver de donar pas a l'homologació del ritu romà. En el seu lloc, no s'adaptà la creació de les parròquies: les esglésies de la diòcesi van ser confiades a vicaris curats, mentre que el bisbe era l'únic sacerdot de la diòcesi. Aquesta organització pastoral centralitzada s'havia estès a altres diòcesis a Sicília, com la de Catània. El bisbe Francesco Gonzaga establí el 1588 del seminari de la diòcesi.
L'època de la Contrareforma està profundament marcada per l'arribada de nous ordes religiosos: mentre que els dominics ja estaven presents des del 1502, es van instal·lar a Cefalù els ermitans, els franciscans observants, els carmelites i els mercedaris. Els carmelites i els fatebenefratelli es van unir al monestir dominic fundat en 1420 a Polizzi Generosa i a la casa dels caputxins establerta en 1538. Especialment es va difondre la família franciscana: els conventuals a Collesano, a Tusa, a Gratteri, a Isnello i a Santo Stefano di Camastra; els menors observants a Collesano, a Mistretta, a Castel di Lucio i a Caltavuturo; els caputxins a Collesano, a Mistretta, a Pettineo i a Gibilmanna.
En 1635 va sorgir una altra obra de caritat: un orfenat per a nenes pobres. El 1648 es va establir un mont de pietat, dedicada a Sant Didaco, els guanys del qual van ser utilitzats per pagar l'hospital.
El 22 de setembre de 1671 el capítol de la catedral va ser secularitzat per una butlla del Papa Lleó X.
Cap al final del segle, durant l'episcopat de Gioacchino Castelli, els bisbes es van retirar de la gestió de l'hospital, des de llavors reservat a l'autoritat civil i l'arxiconfraternitat de l'Anunciació.
El 20 de maig de 1844 va esdevenir part de la província eclesiàstica de l'arxidiòcesi de Palerm sota la butlla In suprema militantis Ecclesiae specula del papa Gregori XVI. La mateixa butlla va conformar àmplies variacions territorials per la diòcesi: Castel di Lucio, Mistretta, Motta d'Affermo, Pettineo, Reitano, Santo Stefano di Camastra i Tusa van ser cedides a la diòcesi de Patti, Cerda a l'arxidiòcesi de Palerm i Vallelunga Pratameno a la diòcesi de Caltanissetta, mentre que Castelbuono, Petralia Sottana, Petralia Soprana, Geraci Siculo, Gangi i San Mauro Castelverde van ser agregats a la diòcesi.
A la segona meitat del segle xix la diòcesi constituïa una sola parròquia, i el bisbe era l'únic pastor. La diòcesi va aconseguir salvar de l'incamerament els béns episcopals requerits per la llei n.3838 de 1867 que mostra que el bisbe era, de fet, l'únic sacerdot de la diòcesi i que els béns es dedicaven a la cura d'ànimes.
En les dues últimes dècades del segle van néixer les primeres empreses obreres catòliques, incrementant-se després de l'encíclica Rerum Novarum de 1891. El bisbe d'Alessandro, però, no estava interessat en la problemàtica social i mentre l'Opera dei Congressi va tenir una tasca lenta i incompleta de difusió amb la insatisfacció per l'administració de les obres socials. Sever va ser també el successor d'Alessandro, Anselmo Evangelista Sansoni, que considerava sospitoses totes les associacions laicals, fins i tot els que es trobaven lluny del temut socialisme. Però precisament aquest temor va portar a la difusió d'obres de caritat tradicionals.
El 2 de febrer de 1987 es va erigir l'Institut Superior de Ciències Religioses Mariano Campo per decret del bisbe Emanuele Catarinicchia, finalment aprovat el 10 de juliol de 1993.

## Cronologia episcopal
- Niceta † (citat el 869 i al 870)
- ...
  - Iocelmo I † (1130 - 1150 renuncià) (antibisbe)
  - Arduino I † (1150 - 1156 mort) (antibisbe)
  - Daniele † (citat el 1157) (antibisbe)
- Boso o Bosone de Gorram † (1157 - 1172 mort)
- Giovanni o Guido de Bevera † (1172 - 1173 mort)
- Guido Fabricii o da Anagni † (1173 - 1193 mort)
- Benedetto † (1193 - 1194)
- Giovambattista Cicala † (1194 - setembre de 1215 mort)
- Francesco (Arduino II), O.F.M.Obs. † (1217 - 1238 mort)
- Iocelmo de Campania † (1240 - 1248 mort)
- Riccardo Grizzetta o de Logotheta, O.F.M. † (1249 - 1253 mort)
- Aidone da Capua † (1253 - 1253 mort)
- Tommaso Fusconi, O.P. † (30 de setembre de 1253 - 13 de desembre de 1253 nomenat bisbe de Siena)
- Giovanni di Stefano † (9 de febrer de 1254 - 1269 mort)
- Pietro da Tours † (1270 - 1272 mort)
- Giovanni † (1272 - 1279 mort)
- Giunta † (1280 - 1290 deposat)
- Giacomo da Narni † (10 de gener de 1304 - 1323 mort)
- Ruggero Benincasa o di San Giovanni † (22 de gener de 1324 - 1329 mort)
  - Tommaso Buttiglieri o da Butera † (1329 - 1333) (bisbe electe)[2]
- Roberto Campolo o da Messina, O.F.M. † (14 d'octubre de 1333 - 1342 mort)
- Giovanni da Mileto † (1340 - 1340 mort)
  - Pietro de Pietro o da Caltagirone, O.F.M. † (1342 - 1342 mort) (bisbe electe)[2]
- Galgano Boccadibue o Blasio, O.F.M. † (20 de novembre de 1342 - 1351 mort)
- Nicolò † (14 d'octubre de 1353 - 1387 mort)
- Guglielmo de Salamone † (18 de març de 1388 - 1398)
- Giuliano da Mileto (Milito), O.P. † (1398 - 1410 mort)
  - Giovanni de Paludibus † (4 de febrer de 1411 - 1411) (bisbe electe)
- Andrea de Campisio † (20 d'agost de 1411 - 1412)
  - Antonio Acciaiuoli o da Firenze † (11 de març de 1412 - 1417) (antibisbe)[3]
  - Filippo da Butera † (27 d'agost de 1414 - 1421 mort) (antibisbe)[4]
- Antonio Ponticorona, O.P. † (20 de novembre de 1422 - 23 de juliol de 1445 nomenat bisbe d'Agrigent)
- Luca de Sarzana, O.F.M.Obs. † (23 de juliol de 1445 - 1471 mort)
- Giovanni Gatto † (1 de juny de 1472 - 18 d'agost de 1475 nomenat bisbe de Catània)
- Bernat Margarit † (18 d'agost de 1475 - 8 de febrer de 1479 nomenat bisbe de Catània)
- Giovanni Gatto † (8 de febrer de 1479 - 1484 mort)
  - Enrico D'Aragona † (1484 - 1484 mort) (bisbe electe)
- Francesco Vitale da Noja, O.F.M. † (26 de novembre de 1484 - 18 d'abril de 1492 mort)
- Francesco Orsini † (1492 - 1492 mort)
- Paolo de Cavalleria † (30 de març de 1495 - 1496 mort)
- Francesco de Luna † (1496 - 1496 mort)
- Lazzaro † (18 de maig de 1496 - 1496 mort)
- Rinaldo Montoro e Landolina, O.P. † (12 d'octubre de 1496 - octubre de 1511 mort)
- Juan Requeséns † (18 de gener de 1512 - 1516 renuncià)
- Juan Sánchez † (4 de novembre de 1517 - 1518 mort)
- Guillem Ramon de Vich i Vallterra † (22 d'octubre de 1518 - 7 de juny de 1525 renuncià)
- Francisco de Aragón † (7 de juny de 1525 - 22 de juny de 1561 mort)
  - Antonio Lo Faso † (1561 - 1561)
- Antonio Faraone † (17 d'abril de 1562 - 9 de febrer de 1569 nomenat bisbe de Catània)
- Rodrigo Vadillo, O.S.B. † (9 de febrer de 1569 - 1 de febrer de 1577 mort)
- Ottaviano Preconio † (11 d'agost de 1578 - 11 d'abril de 1587 mort)
- Francesco Gonzaga, O.F.M.Obs. † (26 d'octubre de 1587 - 29 de gener de 1593 nomenat bisbe de Pavia)
- Nicolò Stizzia † (23 de maig de 1594 - 17 de febrer de 1595 mort)
- Manuel Quero Turillo † (18 de desembre de 1596 - 2 de setembre de 1605 mort)
  - Paolo Bisnetti del Lago, O.F.M. † (1606 - 29 de gener de 1607 nomenat bisbe de Trivento) (bisbe electe)
- Martino Mira † (29 de gener de 1607 - 1619 mort)
- Manuel Esteban Muniera, O. de M. † (29 de març de 1621 - 14 d'octubre de 1631 mort)
- Ottavio Branciforte † (10 de gener de 1633 - 2 de març de 1638 nomenat bisbe de Catània)
- Pietro Corsetto (21 de juny de 1638 - 23 d'octubre de 1643 mort)
- Marco Antonio Gussio † (23 de maig de 1644 - 22 d'agost de 1650 nomenat bisbe de Catània)
- Francesco Gisulfo e Osorio † (21 de novembre de 1650 - 30 de setembre de 1658 nomenat bisbe d'Agrigent)
- Giovanni Roano e Corrionero † (16 de febrer de 1660 - 27 de novembre de 1673 nomenat arquebisbe de Monreale)
- Matteo Orlando, O.C.D. † (25 de juny de 1674 - 13 de novembre de 1695 mort)
- José Sanz de Villaragut, O.F.M. † (18 de juny de 1696 - 29 d'agost de 1698 mort)
  - Sede vacante (1698-1702)
- Matteo Muscella, O.F.M.Obs. † (25 de setembre de 1702 - 22 de juny de 1716 mort)
  - Sede vacante (1716-1732)
- Domenico Valguarnera, C.O. † (17 de novembre de 1732 - 2 de maig de 1751 mort)
- Agatino Maria Riggio Statella † (17 de juliol de 1752 - 16 de gener de 1755 renuncià)
- Gioacchino Castelli † (21 de juliol de 1755 - 12 de juliol de 1788 mort)
- Francesco Vanni, C.R. † (30 de març de 1789 - 29 de novembre de 1803 mort)
- Domenico Spoto † (28 de maig de 1804 - 29 de desembre de 1808 mort)
  - Sede vacante (1808-1814)
- Giovanni Sergio † (19 de desembre de 1814 - 27 de febrer de 1827 mort)
- Pietro Tasca † (27 de setembre de 1827 - 2 de gener de 1839 mort)
  - Sede vacante (1839-1844)
- Giovanni Maria Visconte Proto, O.S.B. † (17 de juny de 1844 - 13 d'octubre de 1854 mort)
  - Sede vacante (1854-1857)
  - Filippo Cangemi † (1857 - 1857 mort) (bisbe electe)
- Ruggero Blundo, O.S.B. † (15 de març de 1858 - 18 de març de 1888 mort)
- Gaetano d'Alessandro † (18 de març de 1888 succeduto - 8 de maig de 1906 renuncià)
- Anselmo Evangelista Sansoni, O.F.M. † (26 d'octubre de 1907 - 18 de juny de 1921 mort)
- Giovanni Pulvirenti † (19 d'agost de 1922 - 11 de setembre de 1933 mort)
- Emiliano Cagnoni † (5 de maig de 1934 - 28 de setembre de 1969 mort)
- Calogero Lauricella † (4 de juny de 1970 - 8 de setembre de 1973 nomenat arquebisbe de Siracusa)
- Salvatore Cassisa (1 de desembre de 1973 - 11 de març de 1978 nomenat arquebisbe de Monreale)
- Emanuele Catarinicchia (11 de novembre de 1978 - 7 de desembre de 1987 nomenat bisbe de Mazara del Vallo)
- Rosario Mazzola (23 de juliol de 1988 - 18 de març de 2000 jubilat)
- Francesco Sgalambro (18 de març de 2000 - 17 de setembre de 2009 jubilat)
- Vincenzo Manzella, des del 17 de setembre de 2009 - 16 de febrer de 2018 jubilat)
- Giuseppe Marciante, des del 16 de febrer de 2018

## Estadístiques
A finals del 2010, la diòcesi tenia 111.500 batejats sobre una població de 114.500 persones, equivalent al 97,3% del total.
| any  | població | població | població | sacerdots | sacerdots       | sacerdots       | sacerdots             | diaques | religiosos | religiosos | parroquies |
| ---- | -------- | -------- | -------- | --------- | --------------- | --------------- | --------------------- | ------- | ---------- | ---------- | ---------- |
| any  | batejats | total    | %        | total     | clergat secular | clergat regular | batejats por sacerdot | diaques | homes      | dones      |            |
| 1950 | 131.440  | 131.483  | 100,0    | 190       | 149             | 41              | 691                   |         | 66         | 240        | 30         |
| 1956 | 135.906  | 135.950  | 100,0    | 187       | 150             | 37              | 726                   |         | 60         | 240        | 34         |
| 1969 | 118.538  | 118.742  | 99,8     | 158       | 123             | 35              | 750                   |         | 52         | 286        | 42         |
| 1978 | 115.000  | 116.000  | 99,1     | 126       | 96              | 30              | 912                   |         | 47         | 235        | 47         |
| 1990 | 116.000  | 117.200  | 99,0     | 113       | 81              | 32              | 1.026                 |         | 47         | 200        | 53         |
| 1999 | 114.000  | 115.130  | 99,0     | 104       | 79              | 25              | 1.096                 |         | 34         | 130        | 53         |
| 2000 | 113.500  | 114.700  | 99,0     | 110       | 78              | 32              | 1.031                 |         | 36         | 126        | 53         |
| 2001 | 113.356  | 114.200  | 99,3     | 99        | 78              | 21              | 1.145                 |         | 28         | 137        | 53         |
| 2002 | 112.556  | 114.200  | 98,6     | 99        | 78              | 21              | 1.136                 |         | 27         | 127        | 53         |
| 2003 | 112.500  | 114.000  | 98,7     | 98        | 77              | 21              | 1.147                 |         | 27         | 127        | 53         |
| 2004 | 110.000  | 113.254  | 97,1     | 93        | 72              | 21              | 1.182                 |         | 27         | 127        | 53         |
| 2006 | 111.200  | 113.250  | 98,2     | 98        | 73              | 25              | 1.134                 | 2       | 32         | 112        | 53         |
| 2010 | 111.500  | 114.500  | 97,3     | 100       | 82              | 18              | 1.115                 | 8       | 20         | 99         | 53         |